# Kemulariella colchica
Kemulariella colchica là một loài thực vật có hoa trong họ Cúc. Loài này được (Albov) Tamamsch. mô tả khoa học đầu tiên năm 1959.